# Blue Café
Blue Café är en popgrupp från Polen som har tävlat med låten Love song i Eurovision Song Contest 2004. De kom plats 17 med totalt 27 poäng.